# Gümüşsuyu, Beyoğlu
Gümüşsuyu là một xã thuộc huyện Beyoğlu, tỉnh Istanbul, Thổ Nhĩ Kỳ.